# Mesa de Bañi
Mesa de Bañi är en ort i kommunen Temascalcingo i delstaten Mexiko i Mexiko. Samhället är en avfolkningsbygd som hade 500 invånare vid folkräkningen 2020.